# Contea autonoma hui e yi di Xundian
La contea autonoma hui e yi di Xundian (寻甸回族彝族自治县S, Xúndiàn Huízú Yízú ZìzhìxiànP) è una contea autonoma della Cina, situata nella provincia di Yunnan e amministrata dalla prefettura di Kunming.